# Futuro (partido político)
Futuro fue un partido político mexicano del estado de Jalisco que se mantuvo activo desde el 2020 al 2024. Ideológicamente el partido se definió como de izquierda, socialdemócrata y progresista. El partido fue liderado por Pedro Kumamoto.

## Historia
El partido surgió a partir del movimiento «Somos un bosque», una organización creada por el activista Pedro Kumamoto para promover candidaturas independientes en las elecciones estatales de Jalisco de 2018. Debido a la incapacidad de la plataforma de conseguir triunfos electorales, la organización se reconfiguró para transformarse en un partido político estatal. En septiembre de 2020 el Instituto Electoral y de Participación Ciudadana de Jalisco le concedió el registro bajo el nombre «Futuro».
En las elecciones estatales de 2021 fue una fuerza política menor. Recibió sólo el 4% de los votos en la elección de diputados y obtuvo únicamente un escaño plurinominal en el Congreso del Estado de Jalisco. Además consiguió un único ayuntamiento, en el municipio de Tamazula de Gordiano.
El 4 de noviembre de 2023 el partido anunció que competiría en las elecciones estatales de Jalisco de 2024 dentro de la coalición «Sigamos Haciendo Historia», junto al partido Movimiento Regeneración Nacional (Morena), el Partido del Trabajo (PT), el Partido Verde Ecologista de México (PVEM) y el partido Hagamos. La incorporación de Futuro a la alianza fue criticada por los militantes del partido, que cuestionaron que la decisión fuese tomada sin consultar a los miembros de la organización. El líder del partido, Pedro Kumamoto, defendió la alianza afirmando que la prioridad de Futuro debía ser garantizar la derrota de Movimiento Ciudadano, partido gobernante en el estado de Jalisco.
En las elecciones estatales de 2024 el partido no cumplió con el umbral mínimo del 3% de los votos para conservar su registro. El 28 de noviembre de 2024 el partido fue formalmente disuelto por el Instituto Electoral y de Participación Ciudadana del Estado de Jalisco.

## Resultados electorales

### Gubernatura
|  | 1.81 % |

|  | 39.18 % |

### Diputados
|  | 4.07 % |

|  | 2.63 % |

### Ayuntamientos
|  | 4.24 % |

|  | 2.84 % |